# (27922) Mascheroni
(27922) Mascheroni (1996 XW8) – planetoida z pasa głównego asteroid okrążająca Słońce w ciągu 5,33 lat w średniej odległości 3,05 j.a. Odkryta 8 grudnia 1996 roku.